# Lane (affluent de l'Authion)
Pour les articles homonymes, voir Lane.
Le Lane est un cours d'eau français qui coule dans les départements d'Indre-et-Loire et de Maine-et-Loire. C'est un affluent de l'Authion en rive gauche et donc un sous-affluent de la Loire.

## Géographie
Le Lane présente une longueur de 24,6 kilomètres. Il prend sa source dans la commune de Coteaux-sur-Loire, au pied du bourg de Planchoury à l'est du territoire communal  à une altitude de 38 m, s'écoule d'est en ouest parallèlement à la Loire et se jette dans l'Authion, dans la commune de Saint-Nicolas-de-Bourgueil, à une altitude de 27 m.

### Communes traversées
Le Lane traverse 7 communes, soit de l'amont vers l'aval : Coteaux-sur-Loire (Indre-et-Loire), La Chapelle-sur-Loire (Indre-et-Loire), Restigné (Indre-et-Loire), Bourgueil (Indre-et-Loire), Chouzé-sur-Loire (Indre-et-Loire), Brain-sur-Allonnes (Maine-et-Loire),  Saint-Nicolas-de-Bourgueil (Indre-et-Loire).

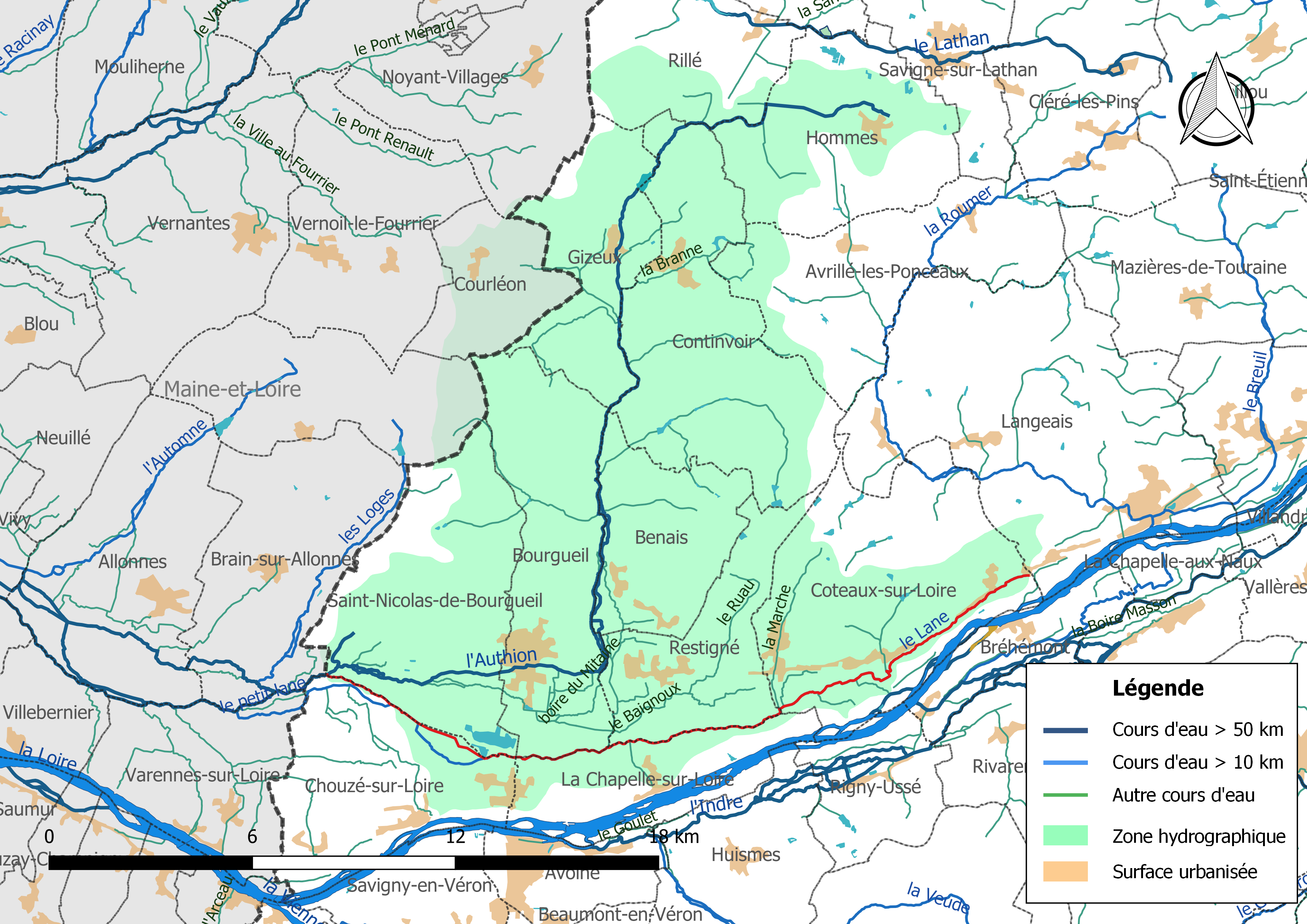
Cours d'eau le Lane et son bassin versant.

Les bassins hydrographiques sont découpés dans le référentiel national BD Carthage en éléments de plus en plus fins, emboîtés selon quatre niveaux : régions hydrographiques, secteurs, sous-secteurs et zones hydrographiques. Le bassin versant de le Lane s'insère dans la zone hydrographique « L'Authion du Changeon (Nc) à l'Automne (C) », au sein du bassin DCE plus large « La Loire, les cours d'eau côtiers vendéens et bretons ».

## Pêche et peuplements piscicoles
Sur le plan piscicole, le Lane est classé en deuxième catégorie piscicole. L'espèce biologique dominante est constituée essentiellement de poissons blancs (cyprinidés) et de carnassiers (brochet, sandre et perche). 

## Qualité des eaux

### État des masses d'eau et objectifs
Issu de la Directive cadre européenne sur l’eau (DCE) du 23 octobre 2000, le découpage en masses d’eau permet d'utiliser un référentiel élémentaire unique employé par tous les pays membres de l'Union européenne. Ces masses d’eau servent ainsi d’unité d’évaluation de l’état des eaux dans le cadre de la directive européenne. L' fait partie de la masse d'eau codifiée FRGR0451 et dénommée « Le Lane et ses affluents depuis la source jusqu'à la confluence avec l'Authion ».
Le schéma directeur d'aménagement et de gestion des eaux (Sdage) Loire-Bretagne est un document de planification dans le domaine de l’eau. Il définit, pour une période de six ans les grandes orientations pour une gestion équilibrée de la ressource en eau ainsi que les objectifs de qualité et de quantité des eaux à atteindre dans le bassin Loire-Bretagne. L'état des lieux 2013 défini dans la SDAGE 2016 – 2021 et les objectifs à atteindre pour cette masse d'eau sont les suivants,, :
| Code masse d'eau | Libellé masse d'eau                                                            | État écologique 2013 des cours d'eau | État écologique 2013 des cours d'eau | État écologique 2013 des cours d'eau | État écologique 2013 des cours d'eau | Objectifs                  | Objectifs                  | Objectifs                | Objectifs                | Objectifs              | Objectifs              |
| Code masse d'eau | Libellé masse d'eau                                                            | État écologique                      | État biologique                      | État physico-chimie générale         | État Polluants spécifiques           | Objectif d'état écologique | Objectif d'état écologique | Objectif d'état chimique | Objectif d'état chimique | Objectif d'état global | Objectif d'état global |
| ---------------- | ------------------------------------------------------------------------------ | ------------------------------------ | ------------------------------------ | ------------------------------------ | ------------------------------------ | -------------------------- | -------------------------- | ------------------------ | ------------------------ | ---------------------- | ---------------------- |
| FRGR0451         | Le Lane et ses affluents depuis la source jusqu'à la confluence avec l'Authion | Médiocre                             | Médiocre                             | Moyen                                |                                      | Bon état                   | 2027                       | Bon état                 | ND                       | Bon état               | 2027                   |

## Gouvernance

### Échelle du bassin
En France, la gestion de l’eau, soumise à une législation nationale et à des directives européennes, se décline par bassin hydrographique, au nombre de sept en France métropolitaine, échelle cohérente écologiquement et adaptée à une gestion des ressources en eau. Le Lane est sur le territoire du bassin Loire-Bretagne et l'organisme de gestion à l'échelle du bassin est l'agence de l'eau Loire-Bretagne.